# Općina Gornji Petrovci
Općina Gornji Petrovci (slo.:Občina Gornji Petrovci) je općina u sjeveroistočnoj Sloveniji u pokrajini Prekmurje i statističkoj regiji Pomurje.

## Zemljopis
Općina Gornji Petrovci se nalazi u sjeveroistočnoj Sloveniji na granici s Austrijom.
Općina se prostire u sjevernom dijelu pokrajine Prekomurje, koji pripada pobrđu Goričko.
U općini vlada umjereno kontinentalna klima.
Najvažniji vodotok je rječica Velika Krka, koja i izvire na području općine. Ostali vodotoci su mali i njeni su pritoci.

## Naselja u općini
Adrijanci, Boreča, Gornji Petrovci, Košarovci, Križevci, Kukeč, Lucova, Martinje, Neradnovci, Panovci, Peskovci, Stanjevci, Šulinci, Ženavlje

## Vanjske poveznice
- Službena stranica općine
- Osnovna škola Gornji Petrovci
- Satelitska snimka  Arhivirana inačica izvorne stranice od 29. srpnja 2017. (Wayback Machine)